# Keine Zeit für Träume
Keine Zeit für Träume ist ein deutsch-österreichischer Spielfilm aus dem Jahr 2014 zur Thematik Aufmerksamkeitsdefizitsyndrom bei Kindern.

## Handlung
Familie Falk hat zwei Kinder, die elfjährige Merle und die pubertierende fünfzehnjährige Lea. Als die Leistungen von Merle in der Schule immer weiter abfallen, rät ihr Klassenlehrer, das Kind von der Schule zu nehmen. Nachdem der Kinderarzt sie zur Kinderpsychologin schickte, wurde ADS, das Aufmerksamkeitsdefizitsyndrom, diagnostiziert. Nachdem die Eltern Roman und Kathrin zunächst medikamentöse Behandlungen ablehnten, versuchten sie über Therapien und häusliche Lernprogramme die schulischen Defizite ihrer jüngsten Tochter abzubauen. Die größere Tochter fühlt sich bald vernachlässigt und versucht zu ihrem leiblichen Vater nach Berlin zu flüchten. Gleichzeitig bricht Kathrin aufgrund der enormen häuslichen Belastung zusammen. Der Beschluss von Kathrin, nun doch Medikamente zu versuchen, führen zum Streit zwischen den Eheleuten. Der Film endet damit, dass die Familie bei einem Kinderpsychologen war und sich nach Medikamenten erkundigt.

## Sonstiges
Ein Großteil der Außenaufnahmen wurde in Halle (Saale) gedreht, insbesondere am Uniplatz und Händelkarree.

## Rezeption
Der Tagesspiegel kritisiert, dass weniger die Krankheit an sich, als vielmehr die Familiensituation im Vordergrund steht:

„Es ist das Verdienst der alltagsnahen und konservativ inszenierten (Regie: Christine Hartmann) Geschichte, ADS in den Mittelpunkt zu stellen und auf unterhaltsame Weise Aufklärung zu leisten. Auch darüber, dass Medikamente für Kinder bei so einem psychischen Leiden nicht immer pauschal zu verdammen sind, wie es im Film der Vater tut.“

Auch dpa-Rezensentin Ulrike Cordes bemängelt die fehlenden Hintergründe, hebt aber auch die Offenheit gegenüber verschiedenen Therapieformen hervor:

„Der Spielfilm leistet realitätsnahe Aufklärungsarbeit, ohne sich der öffentlichen Meinung anzubiedern. … Es ist das Verdienst des Spielfilms, ADS in den Mittelpunkt zu stellen und Aufklärung zu leisten – auch darüber, dass Medikamente für Kinder bei so einem psychischen Leiden nicht pauschal zu verdammen sind … Sehr deutlich demonstriert das Drehbuch die unterschiedlichen Sichtweisen der Ärzte, der Eltern, der Großmutter, des Lehrers, der Freundin und der Kinder. Ebenso wie die professionellen und privaten Konsequenzen ihres Insistierens auf Eigentherapie bei Kathrin und Roman.“